# ضد الطبيعة؟
ضد الطبيعة؟ هو معرض حول المثلية الجنسية في الحيوان قدمهُ متحف التاريخ الطبيعي في جامعة أوسلو بالنرويج. يركز المعرض على رصد سلوك ووظيفة المثلية الجنسية في الحيوانات، ويعد المعرض الأول من نوعه.
يشمل المعرض على صور وحيوانات ونماذج لأنواع تُعرف باشتراكها في سلوكيات مثلية، من بينها الحيتان الصائبة الجنوبية والزرافات وهي في اقتران جنسي من نفس الجنس. يقول المتحف بأن أحد أهدافه هو «المساعدة في التخلص من الإرباك حول المثلية ما بين الناس... ونأمل رفض الحجة المعروفة جيداً للكل بأن السلوك مثلي الجنس هو جريمة ضد الطبيعة». يستند معظم المعرض على أعمال بروس باغيميل وجوان روغاغاردين.
وقد بادر بفكرة المعرض وكالة الأرشيف النرويجي لمكتبة وهيئة المتاحف كجزء من برنامج «بريك» الهادف لتشجيع المتاحف والمكتبات والأراشيف على إجراء البحوث والمعارض حول التابوات والموضوعات المثيرة للجدل. المعرض يمثل المعرض رداً مباشراً على هذا التحدي، وقد تلقى دعماً مالياً من قبل وكالة الأرشيف النرويجي.
جرى المعرض في الفترة ما بين سبتمبر 2006 حتى أغسطس 2007. وحظي باستقبال جيد من قبل المجموعات الزائرة للمتحف بانتظام لا سيما العائلات. وكان المعرض قد جال كلاً من مدن أوسلو وبرجن وتروندهايم وماستريخت وجنوة وستوكهولم. مع ذلك، فقد واجه المعرض انتقادات من قبل الثيولوجيين، وذلك لأن القصد فاتهم بما يتعلق بالمصطلح التقليدي والذي يصف النشاط المثلي بأنه «ضد الطبيعة»؛ فرأى المنتقدون أن نشاطاً مثل هذا هو ضد الطبيعة لأنه يستخدم الاستطاعة الإنجابية لأفعال غير إنجابية أساساً.

## وصلات خارجية
- ضد الطبيعة؟ - معرض في أوسلو (بالإنجليزية)
- متحف التاريخ الطبيعي في جامعة أوسلو